# 梁毅民
梁毅民（1964年8月—），男，汉族，广东开平人，中华人民共和国政治人物。

## 生平
1982年10月至1984年2月，开平市税务局东山税务所专管员。1984年2月至1984年8月，佛山市财政学校学习。1984年8月至1988年9月，开平市税务局税政股办事员、副股长。1987年9月加入中国共产党。
1988年9月至1990年9月，广东省财贸干部管理学院学习。
1990年9月至1993年2月，开平市税务局直属一所副所长、所长。1993年2月至1993年5月，开平市税务局月山所所长。1993年5月至1994年12月，开平市税务局副局长、党组成员。1994年12月至1998年8月，开平市地方税务局局长、党组书记。
1998年8月至1999年4月，开平市委常委、开平市地方税务局局长、党组书记。1999年4月至2000年5月，开平市委常委、市政府党组成员。
2000年5月至2003年5月，佛山市地方税务局局长、党组书记。1999年9月至2001年12月间，在广东省委党校经济管理专业本科毕业，在职本科学历。2003年5月至2006年5月，佛山市副市长。2006年5月至2006年12月，佛山市副市长，禅城区区委书记。2004年9月至2006年7月间，中山大学岭南学院高级工商管理硕士班学习。2006年12月至2010年7月，佛山市委常委，禅城区区委书记、区人大常委会主任。2010年7月至2011年2月，佛山市委常委，顺德区区委书记、区人大常委会主任。
2011年2月，任中共茂名市委副书记，茂名市副市长、代市长、党组书记。2011年3月至2013年2月，任茂名市市长、党组书记。2013年2月起，任茂名市委书记、市人大常委会主任。
2013年，当选第十二届全国人民代表大会广东地区代表。
2014年10月31日，因涉嫌严重违纪接受组织调查。之前曾有五家茂名公司实名联合举报茂名市委书记梁毅民（等人）“制造假案，抢劫民营企业财产。”不过也有分析称，梁毅民被查或许与此前佛山任期内的问题有关。2015年1月13日，广东省第十二届人大常委会第十三次会议决定接受其辞去第十二届全国人民代表大会代表职务。
2016年12月5日，据广东省纪委消息指梁毅民已被开除党籍和公职。